# Кладје (Самобор)
Кладје је насељено место у саставу Града Самобора у Загребачкој жупанији, Хрватска. До територијалне реорганизације у Хрватској налазило се у саставу старе загребачке приградске општине Самобор.

## Становништво
На попису становништва 2011. године, Кладје је имало 829 становника.

## Попис1991.
На попису становништва 1991. године, насељено место Кладје је имало 699 становника, следећег националног састава:
| Попис 1991.‍ | Попис 1991.‍ | Попис 1991.‍ | Попис 1991.‍ | Попис 1991.‍ |
| ----------- | ----------- | ----------- | ----------- | ----------- |
|             |             |             |             |             |
| Хрвати      | Хрвати      |             | 679         | 97,13%      |
| Словенци    | Словенци    |             | 2           | 0,28%       |
| Срби        | Срби        |             | 1           | 0,14%       |
| Југословени | Југословени |             | 1           | 0,14%       |
| непознато   | непознато   |             | 16          | 2,28%       |
| укупно: 699 |             |             |             |             |